# Nigel Williams (restaurateur d'art)
Pour les articles homonymes, voir Nigel Williams et Williams.
Nigel Williams est un restaurateur d'art britannique né le 15 juillet 1944 dans le Surrey et mort le 21 avril 1992 à Aqaba, en Jordanie.
Williams effectue l'intégralité de sa carrière au British Museum. Il participe à la deuxième campagne de fouilles de Sutton Hoo dans les années 1960 et contribue à la restauration de plusieurs des objets découverts sous le bateau-tombe anglo-saxon. Il est notamment l'auteur de la deuxième reconstitution du casque de Sutton Hoo, qui s'appuie sur celle réalisée par Herbert Maryon dans les années 1940 avec plusieurs ajustements.
Dans les années 1970, Williams travaille sur la reconstitution des vases grecs antiques de la collection de William Hamilton perdus dans le naufrage du HMS Colossus en 1798. Ce travail est l'objet d'une série documentaire diffusée à la télévision qui fait connaître Williams au grand public. Quelques années plus tard, en 1988-1989, il s'attelle à la restauration du vase Portland, un objet d'art romain brisé en 1845 et reconstitué à deux reprises entre-temps.
Williams meurt d'un infarctus lors d'un séjour en Jordanie à l'âge de 47 ans. En sa mémoire, le groupe Ceramics & Glass de l'Institute of Conservation (en) décerne tous les deux ans le prix Nigel Williams.